# Nemobius grandis
Nemobius grandis is een rechtvleugelig insect uit de familie krekels (Gryllidae). De wetenschappelijke naam van deze soort is voor het eerst geldig gepubliceerd in 1909 door Holdhaus.